# پیرباخ
پیرباخ (به آلمانی: Pierbach) یک منطقهٔ مسکونی در اتریش است که در ناحیه فرایشتات واقع شده‌است. پیرباخ ۲۲٫۷ کیلومتر مربع مساحت دارد ۴۹۴ متر بالاتر از سطح دریا واقع شده‌است.